# География Челябинской области
География Челябинской области.

## Географическое положение
Челябинская область расположена на Среднем и Южном Урале, рядом с Курганской, Свердловской, Оренбургской областями, Республикой Башкортостан и Казахстаном. Условная граница между Европой и Азией проводится в основном по водораздельным хребтам Уральских гор. Недалеко от станции Уржумка ЮУЖД (8 км от Златоуста), на перевале Уралтау, стоит каменный столб. На одной из его сторон написано «Европа», на другой — «Азия». Города Златоуст, Катав-Ивановск, Сатка находятся в Европе, Челябинск, Троицк, Миасс — в Азии, Магнитогорск — в обеих частях света. Также в Челябинской области проходит условная граница между Средним и Южным Уралом, между Уралом и Сибирью.
Площадь Челябинской области равна 88,5 тысячи квадратных километров. Протяжённость области с севера на юг — 490 км, с запада на восток — 400 км. Географический центр области располагается на правом берегу реки Уя, в трёх километрах на юго-восток от села Нижнеусцелемово Уйского района. Челябинская область по территории занимает 5-е место из восьми регионов Урала и 39-е место по России. Общая протяжённость границ составляет 2750 км.
Челябинская область занимает восточный склон части Среднего и Южного Урала. И только небольшая часть территории на западе — так называемая Горно-Заводская зона — заходит на западные склоны Среднего и Южного Урала.

### Рельеф
Рельеф Челябинской области отличается большим разнообразием. Он формировался на протяжении миллионов лет. В пределах Челябинской области имеются различные области — от низменностей и холмистых равнин до хребтов, вершины которых превышают 1000 м. Высочайшая точка области — гора Нургуш (1406 м).
В горной зоне расположено несколько горнолыжных курортов.
Западно-Сибирская низменность ограничена с запада горизонталью (отметка 190 м над уровнем моря), что проходит через сёла Багаряк, Кунашак и далее через Челябинск — на юг. Низменность слабо наклонена на северо-восток, понижаясь до 130 м у восточной границы области. Низменность расчленена широкими долинами рек.
Зауральская холмистая возвышенная равнина (Зауральский пенеплен) занимает центральную часть территории области и простирается полосой вдоль восточных склонов Уральских гор от 50 км на севере до 150 км. На юго-западной окраине равнины Уральский мелкосопочник, включающий Карагайские горы и возвышенность Куйбас. Поверхность равнины испещрена котловинами озёр и речными равнинами с пологими склонами.

### Гидрография
На территории Челябинской области находятся:
- 3602 реки суммарной длиной около 18 000 км, из них 90 % в длину меньше 10 км;
- 467 прудов и водохранилищ;
- 3170 озёр с суммарной среднегодовой площадью водного зеркала 2125 км2 (в том числе 1340 учтённых, суммарная площадь их более 1500 км2).

Водоёмы входят в бассейны Каспийского (бассейны рек Кама — 71 % объёма стока, Урал — 10 % объёма стока) и Карского (бассейн реки Тобол — 19 % объёма стока) морей. Основное питание рек снеговое (50-70 % объёма стока), и дождевое паводковое. Объём стока имеет заметную сезонную зависимость, в частности 85 % во время весеннего половодья. Среднегодовой суммарный сток равен 6,34 км3, уменьшаясь в маловодные годы до 2,56 км3.
В пределах области берут начало многочисленные реки, принадлежащие к бассейнам Камы, Тобола и Урала. Так как здесь, в основном, их верховья, поэтому они маловодны. Рек длиной более 10 км насчитывается в области 348, их суммарная длина составляет 10 235 км.
Протяжённость свыше 100 км имеют всего 17 рек. И только 7 рек: Миасс, Уй, Урал, Ай, Уфа, Увелька, Гумбейка — имеют в пределах области длину более 200 км.
Большая часть территории области относится к Обскому бассейну. На восток, в Тобол и его притоки, течёт большинство рек Челябинского Зауралья: Синара, Теча, Миасс, Увелька, Уй, Тогузак, Карталы-Аят, Синташта и другие.
Река Миасс берёт своё начало на восточном склоне хребта Нурали на территории Учалинского района Башкортостана, течёт сначала между гор на север, а затем, повернув на восток у Карабаша, пересекает лесостепную зону и впадает в Исеть за границами области. Её длина в пределах области составляет 384 км (из 658 общей длины).
Регуляторами стока Миасса служит Аргазинское и Шершнёвское водохранилища. В настоящее время 70-80 % расхода воды р. Миасс проходит через трубопроводы и только 20-30 % протекает по естественному руслу. Четыре пятых воды Миасс отдаёт на нужды народного хозяйства. Предусматривается переброска воды в бассейн реки Миасс из реки Уфы. После осуществления проекта в Миассе количество воды удвоится. Гидросистема строится с Долгобродским водохранилищем в верховьях реки Уфа.
Река Уй берёт начало у отрогов Урал-Тау на территории Учалинского района Башкортостана, течёт на восток, пересекая всю область. Направление её течения почти совпадает с границей между лесостепной и степной зонами. Общая длина реки 462 км, из них 370 км — в пределах области. Слева Уй принимает крупный приток — Увельку. Сливаются реки в городе Троицке. На Уе и на Увельке сооружены плотины, которые образовали крупные водохранилища для Южноуральской и Троицкой ГРЭС.
Степные реки Синташта, Карталы-Аят и Тогузак в наиболее суровые зимы промерзают. В половодье вода в них поднимается до 2 м.
Кроме естественных рек имеются (или имелись) ещё и искусственно возведённые водотоки, к примеру каналы между Каслинско-Иртяшской системой озёр, из реки Уфа в реку Миасс (из Долгобродского водохранилища, через Кыштымское водохранилище) и в реку Чусовая (из Нязепетровского водохранилища), из озера Иткуль в реку Чусовая.
Челябинская область — озёрный край. В регионе более 3748 озёр, общей площадью 2125 квадратных км. Большинство озёр, расположено на северо-востоке региона.
В горно-лесной зоне одним из самых известных является озеро Зюраткуль, лежащее на высоте 724 м. В восточных предгорьях Урала находится группа озёр замечательной красоты, составляющих гордость Южного Урала: Большой Кисегач, Увильды, Тургояк и др., на их берегах построены многочисленные курорты. Основная группа озёр, расположена на Зауральской холмистой равнине и на Западно-Сибирской равнине, но они являются небольшими по площади.
Происхождение озёр разное. В восточных предгорьях Урала озёра имеют тектоническое происхождение. Эти озёра отличаются своими размерами, имеют чрезвычайно сложные очертания берегов, глубина часто достигает 30-40 метров. Другого происхождения озёра лесостепной и степной зоны. Большинство из них эрозионно-тектонического типа.
Красивые пейзажи горных озёр способствуют развитию туризма в регионе.

## Геологическое строение
Геолого-морфологический Челябинская область расположена на юго-восточной части Уфимского плоскогорья (северо-западная часть области), на Уральских горах (южная часть Среднего Урала и Южный Урал, включая предгорья и Уральский кряж — западная часть области; Зауральском пенеплене — средняя (меридионально) часть области), Западно-Сибирской низменности (восточная часть области). Структурно представлена морскими осадочными породами разных исторических эпох чередующихся с древними вулканическими островками. На территории области находятся Предуральский прогиб (Ашинский район), Западно-Уральская зона складчатости (Нязепетровский, Усть-Катавский, Ашинский, Саткинский районы), Центрально-Уральское поднятие (Катав-Ивановский, Саткинский, Кусинский, Златоустовский, Верхне-Уфалейский районы), Магнитогорский прогиб/вулканический пояс (в районах Магнитогорска, Миасса, Карабаша, всего в 10 районах области), Восточно-Уральская зона прогибов и поднятий (от Каслинского до Брединского районов), Зауральское поднятие (от Кунашакского до Троицкого и Варненского районов).
Около ⅓ площади области занимают карстовые провинции, в которые входит свыше 110 карстовых полей (учтённых) и около 800 пещер (обследованных и зарегистрированных), части некоторых из них отнесены к ООПТ, к примеру Шемахинское карстовое поле, пещера Сухая Атя и т. д.

### Полезные ископаемые
Территория Челябинской области обладает значительными запасами природных ресурсов. Челябинская область является монополистом в России по добыче и переработке графита (95 %), магнезита (93 %), металлургического доломита (71 %), талька (70 %), а в Уральском регионе — каолина (93 %), формовочных песков (80 %), огнеупорных глин (64 %) и другого сырья. Имеются крупные месторождения железных руд (Магнитогорское, Бакальское, Златоустовское и др.), медных и никелевых руд, минерально-строительного (особенно магнезитового и цементного) сырья. Имеются запасы бурого угля (Челябинский бассейн). Недра Челябинской области содержат значительные запасы золота (Казанское, Кочкарское, Светлинское, Северо-Светлинское, Осейское, Березняковское, Байрамгуловское, Узельдинское, Талганское, Молодёжное, Александринское, Западный Куросан, Южный Куросан, Наилинский участок, Полигон № 8, Чебачье и другие месторождения). Суммарная добыча золота в Челябинской области составляет около 4,9 т золота ежегодно (в том числе, попутное извлечение золота — более 1 т). Открыто около 400 месторождений различных металлов и неметаллов («нерудное сырьё»). За два с половиной века на Бакальских рудниках добыто около 150 млн тонн руды. Преобладают сидеритовые руды (32 % Fe).
Челябинская область богата месторождениями облицовочного камня. Мировую известность приобрело Коелгинское месторождение мраморов, изделиями которого был облицован восстановленный Храм Христа Спасителя в Москве. Общие разведанные запасы облицовочного мрамора в области превышают 10 млн м³.
Драгоценные и поделочные камни встречаются в Ильменских, Вишнёвых горах и Пластовсом районе Здесь встречаются амазонит, гиацинт, аметист, опал, топаз, гранат, малахит, корунд, яшма, сапфир, рубин, солнечный, лунный, арабский камни и др.
На территории области, в городе Миасс, расположен минералогический заповедник — Ильменский государственный заповедник.

#### Нефть, газ, битумы и их поиски
Челябинская область имеет не менее трёх перспективных площадок, где может быть найдена нефть для её промышленной добычи. Поиски нефти в Челябинской области ведутся с 40-х годов XX века. Прямые признаки наличия нефти были обнаружены в 50-е годы при бурении скважин на шахтном поле «Сарыкульское-1» в районе Еманжелинска. В угольном бассейне области в разные годы неоднократно выявляли проявления нефти и природного газа. Материалы по нефтеносности области были обработаны группой геологов во главе с Николаем Плохих в 1992 году, к работе были привлечены специалисты из Великобритании и Румынии. Тогда же был составлен отчёт «Перспективы нефтегазоносности Челябинской области», но из-за отсутствия финансирования дальнейшие разведочные работы не велись. Наиболее перспективной на нефть и газ может стать западная часть области, но она менее всего изучена. Геологи обращают внимание на Юрюзанско-Сулеинский грабен, участок возле гор Юрма, Уреньга, Иремель, в окрестностях станции Бердяуш. Битуминосные сланцы обнаружены южнее Магнитогорска вниз по течению реки Урал. Нефтеносные породы обнаружены к юго-западу от озера Сугояк. По прогнозу учёных, только на территории буроугольного бассейна может быть от 1,5 до 350 миллионов тонн нефти.
Следы нефти и газа впервые были найдены при геологоразведочных работах в Челябинском буроугольном бассейне в начале 1950-х годов. В 1951 году геолог Н. К. Жуков обнаружил признаки нефти в 3 скважинах, пробурённых в Еманжелинском угленосном районе на глубине 190—220 м. В 1950—60-х годах нефть часто встречалась и в горных выработках угольных шахт. Исследовательские работы с целью определения перспектив Челябинского бассейна и его палеозойского обрамления на нефть проводились многими геологами: Н. И. Васильевой, Н. П. Туаевым (в 1955); В. И. Носаль (1959— 65); В. А. Ласточкиным (1958—65); Н. В. Копеловой (1964). Всего выявлено около 50 проявлений нефти в виде газированной тёмно-коричневой и светло-жёлтой прозрачной жидкости, напитанных песчаников, пятен, высачивающихся струй, сопровождающихся резким, иногда сероводородным запахом, нефтяными газами и различными по консистенции битумами. Наибольшие существенные проявления нефти зафиксированы в Челябинской буроугольном бассейне: на Ключевской площади (скважина 1-Р) при проходке на интервале 480—531 м получено около 30 л нефти; на Ерофеевской площади (скважина 2-К) за 7 дней в 1952 году получено около 2800 л; в скважине 6-Р за сутки приток нефти составил около 400 л; в шахте «Пригородная» в 1962 году при проходке порожняковой ветви (284 м от поверхности) обнаружена нефть, струящаяся из мелкозернистых песчаников (72 л/сут); в 1965 году в шахте «Куллярская-3» при проходке грузовой ветви было отмечено просачивание нефти из кливаж филлитовых сланцев (1—2 м³/сут). В Челябинской бассейне специально с целью обнаружения нефти было пробурено 12 скважин глубиной от 1000 до 2500 м. Установлено, что с увеличением глубины возрастает и частота проявления нефти. Челябинская нефть имеет следующий состав: углерод (86,3 %), водород (12,7 %), кислород, азот, сера. Происхождение нефти спорно: одни связывают её с палеозойскими образованиями (в угленосную толщу нефть мигрирует по разломам), другие — с угленосными отложениями, третьи считают, что нефть мигрирует в Челябинский бассейн из отложений Западно-Сибирской низменности.
В 1949 году при бурении разведочной скважины в районе бывшей деревни Ерофеевка была обнаружена нефть. Эта деревня находилась восточнее шахты «Пригородная» в Коркино. Скважина бурилась для разведки запасов угля для шахты «Пригородная». В те времена существовал узковедомственный подход в геологоразведке. Поэтому это сообщение было передано в геологическое управление. Для детальной разведки на нефть в Коркино в 1951 году была организована Южно-Уральская нефтеразведочная партия от Тюменской экспедиции. Возглавил эту партию геолог Юрий Георгиевич Эрвье, который впоследствии стал главным геологом главка Главтюменьгеология и Героем социалистического труда. Эрвье был не только геологом, но и неплохим организатором. Благодаря его усилиям была создана неплохая база, которая до сих пор используется нынешним Коркинским горгазом. Кроме того, были возведены и административные, и жилые дома щитовой деревянной конструкции с утеплителем из стекловаты. Эти дома сохранились до сих пор и в них живут люди.
Эта партия просуществовала всего три года. В связи с открытием нефти на севере Тюменской области партия была переведена туда для концентрации работ по их разведке. Интересно высказывание Эрвье по поводу перспектив на нефть в Челябинском бассейне и, в частности, в Коркино. Он писал: «Нефть здесь, скорее всего, есть и требуется бурение глубоких скважин, что связано с большими затратами. Но город Коркино уже является важным районом добычи угля. Рядом находится Челябинск — один из промышленных центров Урала. Сибирь — район не обжитой и не разведанный. Поэтому работы по поиску нефти в Коркино следует прекратить, а все силы направить на разведку нефти в Сибири».
За время своего существования Южно-Уральская партия пробурила двенадцать скважин по всей территории Челябинского буроугольного бассейна. Из них три скважины давали нефть. Максимальный приток нефти составлял порядка 30 литров в сутки. Нефть по своим характеристикам относится к лёгким и наиболее ценным сортам. Максимальная глубина скважин была 1200 метров. Весьма интенсивные нефтепроявления связаны с триас-нижнелейасовыми угленосными толщами Челябинского бассейна, смятыми в мелкие крутые складки, осложнённые разломами. При бурении скважин здесь наблюдались нефтяные плёнки и пузырьки газа на поверхности бурового раствора, интенсивное пропитывание нефтью керна, извлечённого из многочисленных скважин. Ю. К. Миронов и Л. И. Ровнин (1958) указывают, что из скважины 2-К, пробурённой на Ерофеевской площади, при опробовании песчаников и конгломератов, лежащих на глубине 252—337 м, было извлечено за 3 суток 3,8 м³ нефти и 1,5 м³ воды. Небольшие количества лёгкой нефти были также получены при опробовании ряда других скважин. Из скважины 6-Р Ерофеевской площади с глубины 660—675 м извлечено около 0,4 м³ нефти, в других скважинах этой площади притоков не получили. Из скважины 1-Р Ключевской площади с интервала 531—480 м получено около 30 л нефти. Жидкая нефть встречена в неглубоколежащих конгломератах также на Сугоякской площади. Н. П. Туаев (1958) и Г. П. Сверчков (1959) указывают, что пропитывание керна нефтью наблюдалось в большом количестве угле- и нефтеразведочных скважин (более 40) и связано главным образом с отложениями коркинской свиты. Однако Н. П. Туаев отмечает, что битумы Челябинского бассейна представлены всеми минеральными разностями — от жидкой нефти до антраксолитов — и распространены по всему разрезу, не будучи связаны с какой-либо определённой стратиграфической толщей или определёнными литолого-фациальными типами пород.
Наиболее интенсивные нефтепроявления наблюдались в скважинах в южной части Коркинского района (Ерофеевская площадь), где из скважины с глубины 250 метров получено около трёх тонн жидкой газированной нефти. На западной границе области, несколько северо-западнее города Аша, компанией «Башнефть» разведана Кулатюбинская нефтеносная структура. Промышленная нефтеносность в этой структуре выявлена в отложениях среднего девона, представленных грубозернистыми кварцевыми песчаниками и прослоями гравелитов. В Челябинском мезозойском бассейне зафиксировано 33 проявления нефти, 20 — газа и 14 — битумов. Наиболее интенсивные нефтепроявления установлены на «Ерофеевской площади», где при опробовании было получено от 0,4 до 3,5 т нефти при суточном дебите 30 — 700 л. Удельная масса нефти 0,813, содержание углерода 84,4 %, водорода 14,2 %, серы 0,44 %.
Геологи насчитывают десять-пятнадцать точек на карте области, где «подозревается» нефть. В списке значатся озеро Сугояк, посёлки Аргаяш и Маук, город Чебаркуль и Нязепетровский район. Однако официально признаны только две территории — «Симская мульда» и «Челябинская площадь». «Симская мульда» — в Ашинском районе, она занимает 1640 км², на юге ограничена деревней Серпиевка, на западе Миньяром, на востоке станцией Кропачёво, на севере селом Илек. По самым первым прикидкам, здесь 4,2 млн тонн нефти. «Челябинская площадь» — это как раз окрестности озера Большой Сарыкуль в Еткульском районе. Геолог Н. Туаев, который бурил берег озера ещё в 50-е годы, оставил нам свидетельство о том, что «наиболее существенные нефтепроявления были установлены в скважинах 428, 391, 441, 394 и 426 на Сарыкульском (Ключевском) участке».
Кое-что про нефть сохранил архив краеведа Александра Дувакина. В 50-х годах на Челябинском грабене геологи работали «на уголь», но им часто попадались нефть и битумы. Нефть — газированная, то светлая, то желтоватая, то тёмно-коричневая. В те же годы было пробурено несколько глубоких, до 2000 метров, скважин. Как свидетельствует Б. Тарханеев, «в скважинах 1-Р, 2-К и 6-Р были подсечены разрывные тектонические зоны с обильными нефтепроявлениями». При пробной откачке скважины 2-К и 6-Р дали 3000 литров нефти. Также есть информация, что нефть может быть в посёлке Новорезка г. Троицка и в Аргаяшском районе. Битумопроявления в районе Челябинска представлены вязкими мальто-асфальтоподобными битумами, а также асфальтитами и керитами. При проведении поисковых работ на бокситы на Улуирском месторождении (залежь II) в Саткинском районе Челябинской области, отмечалось газопроявление в скважине № 2026. В 2015 году нефть была обнаружена в Увельском районе области.

## Климат
Климат Челябинской области континентальный. Зима холодная и продолжительная, лето относительно жаркое с периодически повторяющимися засухами. Особенности климата связаны с расположением области в глубинах Евразии, на большом удалении от морей и океанов. На формирование климата существенно влияют Уральские горы, создающие препятствие на пути движения западных воздушных масс.
Зимой Южный Урал находится под влиянием Азиатского антициклона. Континентальный воздух, поступающий из Сибири, приносит морозную и сухую погоду. Наблюдаются также частые вторжения холодных воздушных масс с севера.
Летом на территории области преобладает низкое давление. Сюда приходят арктические воздушные массы с Баренцева и Карского морей, а с юга перемещаются тропические массы воздуха из Казахстана и Средней Азии. Со вхождением континентального тропического воздуха устанавливается жаркая и сухая погода. Западные ветры с Атлантического океана приносят влажную и неустойчивую погоду. Рекордная температура отмечена в г. Южноуральск, +42 градуса по Цельсию, в 1952 и 2010 гг.
Особенности рельефа Южного Урала обуславливают наличие чётко выраженной широтной зональности в Зауралье и вертикальной поясности в горах. Континентальность климата возрастает с северо-запада на юго-восток.
В суровые зимы абсолютный минимум температуры воздуха может составлять —46—48 градусов по Цельсию, а в пониженных местах достигать —50 градусов. 31 декабря 1978 г. в г. Нязепетровск была отмечена рекордная температура, −52 градуса по Цельсию.Абсолютная амплитуда температуры воздуха, то есть разница между абсолютным максимумом летом и абсолютным минимумом зимой, на Зауральской равнине достигает 80 — 85 градусов, на вершинах гор уменьшается до 75 градусов, в долинах и котловинах увеличивается до 90 градусов. Безморозный период продолжается 100—120 дней. В горных и предгорных районах на 10-15 дней короче за счёт поздних весенних заморозков.
Атмосферные осадки на территории области распределяются неравномерно. Наибольшее их количество выпадает на наветренных склонах и вершинах наиболее высоких гор (700—800 мм). Восточные склоны гор получают 500—600 мм осадков. На равнинном Зауралье годовые суммы осадков уменьшаются с севера на юг от 500 до 300 мм. Наибольшая сумма осадков приходится на летний сезон. Зимой количество осадков резко уменьшается. В тёплую половину года выпадает 75-78 % годовой суммы осадков. Количество летних осадков колеблется в больших пределах. Изменчива и годовая величина осадков, она может в разные по влажности годы изменяться в три-четыре раза. Снежный покров более мощный (44-48 см) и продолжительный (165—170 дней) бывает в горно-лесной зоне. Влага, полученная от снега, составляет здесь не менее 30 %. В лесостепной зоне средняя мощность снежного покрова достигает 34-38 см при продолжительности 156—160 дней. В общей сумме осадков влага от снега составляет около 25 %. Наименьшими показателями характеризуется снежный покров в степной зоне. Средняя мощность его 24-30 см продолжительность 153—155 дней, влага от снега не превышает 22 % годовой суммы осадков. Горно-лесная зона по количеству осадков является районом избыточного увлажнения, лесостепная зона — районом умеренного увлажнения, а степная — районом недостаточного увлажнения. Наибольшее количество осадков выпадает в Аше (761 мм) и Златоусте (704 мм). Самое солнечное место в области Троицк (2218 солнечных часов в году). Самое тёплое место в области — Бреды, среднегодовая температура — 1,9 градуса.

## Почвы
Почвы в Челябинской области расположены зонально. Челябинская область расположена в пределах четырёх природных зон: горно-таёжной, лесной, лесостепной и степной.
В лесной зоне распространены тёмно-серые лесные оподзоленные, серые лесные оподзоленные и светло-серые лесные оподзоленные почвы.
В лесостепной зоне преобладают выщелоченные чернозёмы и светло-серые лесные оподзоленные почвы. На севере и востоке основное место занимают оподзоленные чернозёмы, солонцы, солончаки и солончаковые чернозёмы. Между Чебаркулем и Верхнеуральском расположены тучные чернозёмы с высоким содержанием гумуса.
В степной зоне преобладают чернозёмы: в Верхнеуральском районе — обыкновенные и тучные, в Карталинском районе — южные и тёмно-каштановые почвы, выщелоченные и солонцеватые чернозёмы и солонцы.

## Растительность
Растительность Челябинской области делится на три зоны:
- Растительность горно-лесной зоны, включающая западные и северо-западные районы области, куда входят подзоны:
  - смешанных хвойно-широколиственных лесов
  - светлохвойных сосновых и лиственничных лесов
  - темнохвойных елово-пихтовых лесов
  - подгольцевые луга и редколесья
  - гольцы
- Растительность лесостепной зоны, включающая центральную и северо-восточную, восточную части области (от реки Уй на север), с преобладанием лесов из берёзы и осины
- Растительность степной зоны (южнее реки Уй), включающую разнотравно-ковыльные луговые степи, кустарниковую растительность по балкам и низинам, островные боры, каменистые степи

В Челябинской области можно встретить почти все типы растительности, распространённые в умеренной и арктической зонах России. Южный Урал является местом контакта трёх ботанико-географических областей: Европейской, Сибирской и Туранской (Среднеазиатской).

## Животный мир
На территории Челябинской области представлен животный мир трёх природных зон: горнолесной (фауна горной тайги, широколиственных и смешанных лесов), лесостепной и степной (фауна степи и долин больших рек). Всего в области обитает более 60 видов млекопитающих, около 300 видов птиц, около 20 видов пресмыкающихся, около 20 видов земноводных и почти 60 видов рыб.

## Природные заповедники и парки
В Челябинской области заповедники и национальные парки занимают площадь около 200 тыс. гектаров, охотничьи и ботанические заказники — свыше 500 тыс. га, ботанические памятники природы, в том числе 20 островных и ленточных боров общей площадью 184 тыс. га. Всего охраняемые территории занимают около 1 000 000 га — немногим более десятой части области. Учёные считают, что для нормализации экологической обстановки площадь охраняемых территорий необходимо увеличить.
Утверждены зелёные зоны вокруг 13 городов (общая площадь 164,7 тыс. га) и зоны округов санитарной охраны курортов на озёрах Тургояк, Увильды и Кисегач. Имеются заповедники историко-культурного направления. Характерным примером является Аркаим.
Свою лепту в обеспечение изучения и охраны памятников природы вносят культурно-просветительные и спортивно-туристические организации.
Особо охраняемые природные территории призваны обеспечить экологическую безопасность, поддерживать экологический баланс при использовании природных ресурсов и создать среду, благоприятную для обитания человека.